# トーマス・ニール
トーマス・ジョゼフ・ニール（Thomas Joseph Neal, 1987年8月17日 - ）は、アメリカ合衆国・カリフォルニア州イングルウッド出身の野球選手。外野手、右投右打。MLBシンシナティ・レッズ傘下所属。

## 経歴

### ジャイアンツ傘下時代
2005年のMLBドラフトの36巡目でサンフランシスコ・ジャイアンツに指名され、2006年5月29日に入団。A級-セイレムカイザー・ボルケーノズでプレー。
2007年はルーキー級アリゾナリーグでプレー。
2008年はA級オーガスタ・グリーンジャケッツでプレー。
2009年はA級+サンノゼ・ジャイアンツでプレー。4月28日のランカスター・ジェットホークス戦ではサイクル安打を達成した。
2010年はAA級リッチモンド・フライングスクワールズに昇格。
2011年はAAA級フレズノ・グリズリーズに昇格。

### インディアンス時代
2011年6月30日にオーランド・カブレラとのトレードでクリーブランド・インディアンスに移籍。AAA級コロンバス・クリッパーズでプレーした。
2012年はAA級アクロン・エアロズに降格。9月1日にセプテンバー・コールアップでメジャー初昇格を果たした。9月2日のテキサス・レンジャーズ戦で5番・ライトとしてメジャーデビューし、結果は4打数1安打(2塁打)2三振だった。
2013年1月3日にDFAとなり、1月12日に解雇された。

### ヤンキース時代
2013年1月18日にニューヨーク・ヤンキースとマイナー契約を結び、1月14日に球団が発表した。開幕後はAAA級スクラントン・ウィルクスバリ・レイルライダースでプレーし、6月14日にメジャーに昇格したが、6月22日にAAAに降格した。

### カブス時代
2013年8月5日にシカゴ・カブスにウェーバーで移籍。10月9日にDFAとなり、AAAへ降格した。